# Estación de Tulum Aeropuerto
Tulum Aeropuerto es una estación de trenes que se ubica cerca de Tulum, Quintana Roo. La estación tendrá conexión con el Aeropuerto Internacional de Tulum a partir de septiembre de 2024.

## Tren Maya
Andrés Manuel López Obrador anunció en su campaña presidencial del 2018 el proyecto del Tren Maya. El 13 de agosto de 2018 anunció el trazo completo. El recorrido de la nueva ruta del Tren Maya puso a la Estación Tulum Aeropuerto en la ruta que conectaría con Cancún, Quintana Roo con Felipe Carrillo Puerto, Quintana Roo
La estación del Tren Maya es la segunda de la ciudad de Tulum, la primera es Tulum y se ubica a unos 27 kilómetros al norte de en la ciudad de Tulum.
Actualmente, la estación en Tulum Aeropuerto se encuentra abierta y recibe a viajeros locales, nacionales e internacionales.